# Circonscription d'Adaba
La circonscription d'Adaba est une des 177 circonscriptions législatives de l'État fédéré Oromia, elle se situe dans la Zone Ouest Arsi. Son représentant actuel est Abader Wayo Lenjeso.